# La Mazurka du baron
Pour plus de détails, voir Fiche technique et Distribution.
La Mazurka du baron (La mazurka del barone, della santa e del fico fiorone) est un film italien réalisé par Pupi Avati et sorti en 1975.
Ugo Tognazzi interprète le rôle principal, le baron Antaeus Pellacani. Il est entouré notamment de Delia Boccardo, Lucienne Camille et Paolo Villaggio.

## Synopsis
En 726, les Lombards envahissent la Romagne et se livrent à des exactions contre la population. Dans la commune de Bagnacavallo, la jeune Girolama Pellacani (Delia Boccardo) offre sa virginité aux barbares en échange de la vie des autres habitants. Après cette épreuve, elle se réfugie dans un figuier et ne redescendra jamais plus, se nourrissant d'eau de pluie et de figues, puis accouchant d'un fils. Girolama est proclamé Sainte et le figuier devient objet de vénération, provoquant miracles et guérisons.
En 1936, après avoir participé aux Jeux olympiques de Berlin, le jeune champion olympique Antaeus Pellacani (Ugo Tognazzi) grimpe dans l'arbre afin de remercier la sainte. Une branche se casse, il tombe, se fracture la jambe et devient boiteux à vie. Le jeune homme devient alors violemment anticlérical et misanthrope, et sera surnommé "La Jambe maudite".
Quand Antaeus hérite de la propriété dans laquelle se trouve le figuier, il n'a qu'une obsession : détruire celui-ci. Afin de s'opposer à cette décision se forme alors un complot informel où collaborent ses cousines (furieuses de ne pas avoir eu leur part d'héritage) et le curé local. Toutes les tentatives d'Antaeus pour détruire le figuier échouent, de même qu'échouent les tentatives des comploteurs.

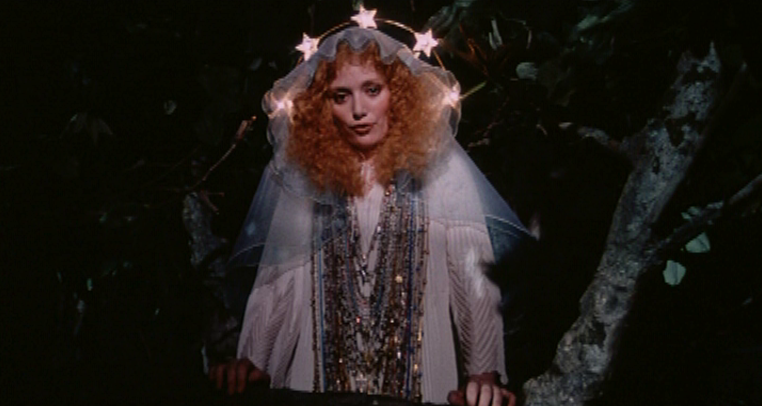
Delia Boccardo dans La Mazurka du baron.

C'est alors qu'arrive dans le pays Checco (Paolo Villaggio), un proxénète se déplaçant en roulotte avec deux jeunes et jolies prostituées, une rousse qui est enceinte (Delia Boccardo) et une noire, Silvana (Lucienne Camille). Voulant goûter des figues, la prostituée rousse monte dans le figuier, puis s'y repose. Antaeus l'aperçoit et croit apercevoir la sainte. S'ensuit un quiproquo, car la jeune femme ne souhaite pas entretenir cette confusion. Elle parle de cette aventure à son souteneur qui l'oblige à continuer à jouer le rôle de la sainte. Antaeus tombe dans le panneau, devient bigot et finit par vendre tous ses biens au profit de l'ange gardien de la sainte… qui n'est autre que Checco. La prostituée rousse finira par s'échapper de son souteneur qu'elle dénoncera à la police. Sur le point d'accoucher, elle retourne dans le figuier, puis en redescend pour mettre au monde son bébé et succomber. On voit alors Antaeus errer dans les rues de la ville, le bébé dans les bras, tandis que les badauds accourent sur le lieu du "miracle".

## Fiche technique
- Réalisation : Pupi Avati
- Scénario : Pupi Avati, Gianni Cavina
- Producteur : John Bertolucci
- Photographie : Louis Kuveiller
- Montage Ruggero Mastroianni
- Effets spéciaux : Carlo Rambaldi
- Musique :  Amedeo Tommasi
- Durée : 110 min
- Distribution : Euro International Films
- Pays : Italie
- Sortie : 22 janvier 1975

## Distribution
- Ugo Tognazzi : Le baron Antaeus Pellacani
- Delia Boccardo : La prostituée rousse / Sainte Girolama
- Paolo Villaggio : Checco, le proxénète
- Lucienne Camille : Silvana, la prostituée noire
- Julius Pizzirani : Le père Arioso, curé de la paroisse
- Patrizia de Clara : Eugenia, la cousine nymphomane
- Gianni Cavina : Petazzoni, le valet du baron
- Bob Tonelli : le notaire
- Lucio Dalla : Fava, le bûcheron
- Gianfranco Barra: le sergent Caputo